# Jay Cocks
John Curran Cocks Jr. (12 gennaio 1944) è uno sceneggiatore ed ex-critico cinematografico statunitense.

## Biografia
Laureatosi al Kenyon College di Gambier, Ohio, è stato sposato con l'attrice Verna Bloom dal 1972 fino alla morte di lei, nel 2019.
Ha cominciato la sua carriera come critico cinematografico nel 1969, scrivendo per il settimanale Time, per poi distaccarsene alla fine degli anni settanta per evitare un conflitto di interessi, avendo venduto alcune sceneggiature da lui scritte a una major. In precedenza aveva collaborato, non accreditato, alla sceneggiatura del film Mean Streets - Domenica in chiesa, lunedì all'inferno dell'amico Martin Scorsese, da lui conosciuto nel 1968. Assieme ad altre figure della Nuova Hollywood, Cocks aiutò in varie occasioni George Lucas durante la post-produzione di Guerre stellari, in particolare riscrivendo, assieme a Brian De Palma, la didascalia d'apertura della saga nella forma oggi conosciuta. Negli anni ottanta, ha effettuato diverse riscritture della sceneggiatura di Paul Schrader de L'ultima tentazione di Cristo, rimanendo tuttavia non accreditato per via degli obblighi della Writers Guild of America.
La sua prima sceneggiatura a concretizzarsi in un film è stata quella de L'età dell'innocenza, basata sull'omonimo romanzo di Edith Wharton e portata al cinema nel 1993 per la regia di Scorsese, anche co-sceneggiatore. Per il film, Cocks ha ottenuto una candidatura all'Oscar alla migliore sceneggiatura non originale. Ha poi contribuito a rifinire ed espandere il trattamento di James Cameron di Strange Days di Kathryn Bigelow, venendo quindi accreditato come co-sceneggiatore: positivamente colpito, Cameron gli ha poi commissionato alcune riscritture non accreditate dei dialoghi di Titanic (1997).
La sua successiva collaborazione con Scorsese, Gangs of New York, concepito col regista per la prima volta nel 1977 e concretizzatosi solo nel 2002, gli ha fatto ottenere una seconda candidatura agli Oscar, nella categoria per la migliore sceneggiatura originale, riscritta in fase di sviluppo da Steven Zaillian e Kenneth Lonergan. Un altro progetto di Cocks e Scorsese dalla lunga gestazione è stato Silence (2016), adattamento del romanzo Silenzio dello scrittore giapponese Shūsaku Endō, che gli è valso il National Board of Review Award alla miglior sceneggiatura non originale.

## Filmografia
- L'ultima tentazione di Cristo (The Last Temptation of Christ), regia di Martin Scorsese (1988) - non accreditato[5]
- Made in Milan, regia di Martin Scorsese - cortometraggio (1990)
- L'età dell'innocenza (The Age of Innocence), regia di Martin Scorsese (1993)
- Strange Days, regia di Kathryn Bigelow (1995)
- Gangs of New York, regia di Martin Scorsese (2002)
- De-Lovely - Così facile da amare (De-Lovely), regia di Irwin Winkler (2004)
- Silence, regia di Martin Scorsese (2016)
- A Complete Unknown, regia di James Mangold (2024)

## Riconoscimenti
- Premi Oscar
  - 1994 – Candidatura alla migliore sceneggiatura non originale per L'età dell'innocenza
  - 2003 – Candidatura alla migliore sceneggiatura originale per Gangs of New York
  - 2025 - Candidatura alla miglior sceneggiatura non originale per A Complete Unknown
- Premi BAFTA
  - 2003 – Candidatura alla migliore sceneggiatura originale per Gangs of New York
- Saturn Awards
  - 1996 – Candidatura alla migliore sceneggiatura per Strange Days
- Chicago Film Critics Association Awards
  - 2016 – Candidatura alla migliore sceneggiatura non originale
- Premi Edgar
  - 2003 – Candidatura al miglior film per Gangs of New York
- National Board of Review Awards
  - 2016 – Miglior sceneggiatura non originale per Silence
- Writers Guild of America Awards
  - 2003 – Candidatura alla miglior sceneggiatura originale per Gangs of New York